# Goussia aculeati
Goussia aculeati is een soort in de taxonomische indeling van de Myzozoa, een stam van microscopische parasitaire dieren. Het organisme komt uit het geslacht Goussia en behoort tot de familie Eimeriidae. Goussia aculeati werd in 1984 ontdekt door Jastrzebski.